# Chairière
Chairière is een dorp in de Belgische provincie Namen en een deelgemeente van Vresse-sur-Semois. Het dorpje ligt nabij een meander van de Semois. De meeste nieuwe bebouwing is ontstaan ter hoogte van de grote weg door het dorp (N945), het kerkje en de kleine dorpskern liggen echter een paar honderd meter verder naar het westen.

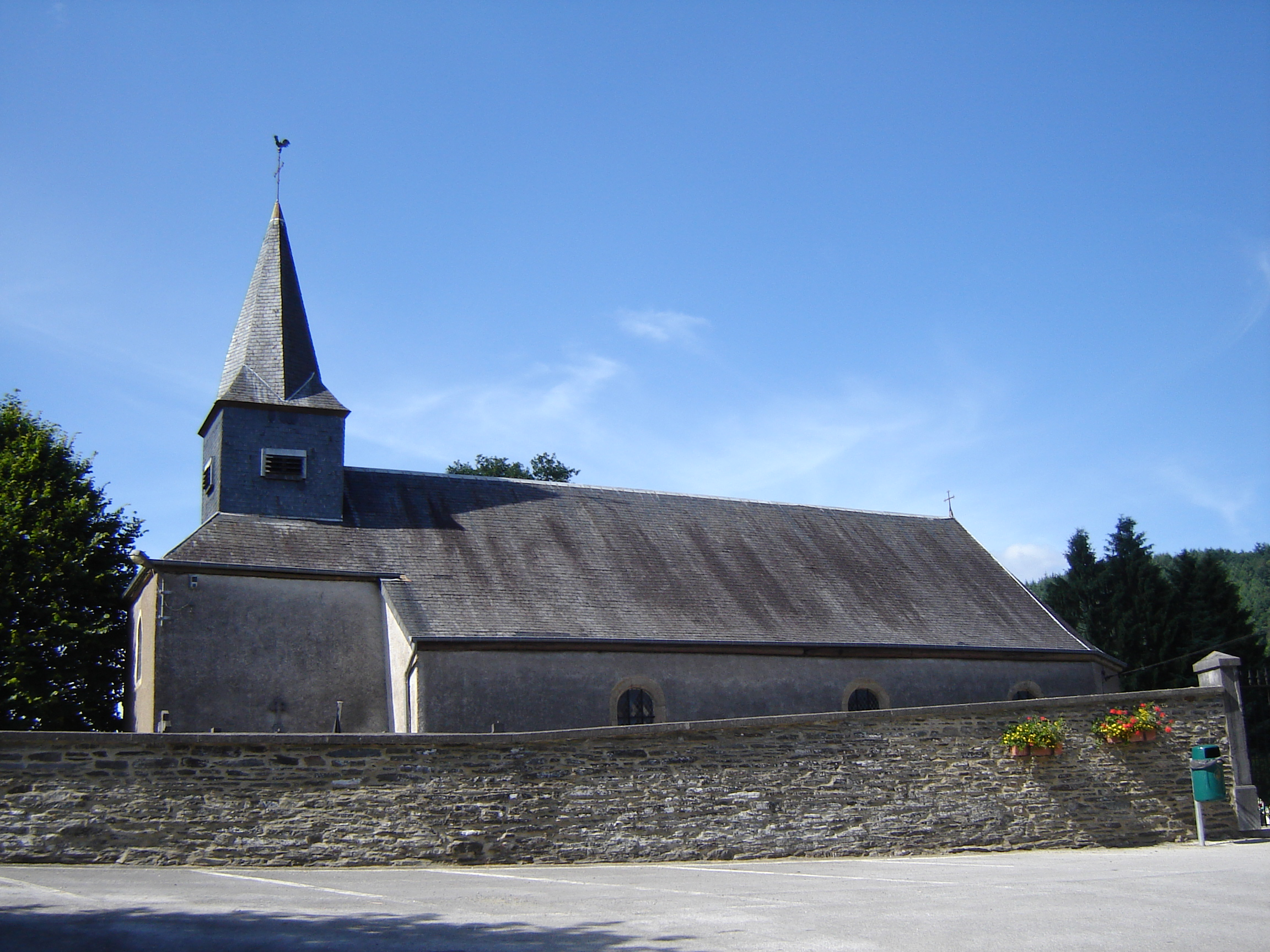
Église Saint-Walfroid

## Geschiedenis
Chairière, dat tot dan een zelfstandige gemeente was, werd in 1965, net als Mouzaive, bij de gemeente Alle aangehecht. Bij de gemeentelijke fusies van 1977 werd het samen daarmee een deelgemeente van Vresse-sur-Semois.

## Demografische ontwikkeling
- Bronnen:NIS, Opm:1831 tot en met 1961=volkstellingen

## Bezienswaardigheden
- De Église Saint-Walfroid, waarvan de toren uit de 16de eeuw dateert. Het schip en het koor zijn uit 1777. Rond het kerkje ligt nog het kerkhof.

Deelgemeenten: Alle · Bagimont · Bohan · Chairière · Laforêt · Membre · Mouzaive · Nafraiture · Orchimont · Pussemange · Sugny · Vresse

Overige kern: Hérisson

Belgische gemeenten · arrondissement Dinant · provincie Namen · Wallonië